# 反文学論 (栗本慎一郎の著作)
『反文学論』（はんぶんがくろん）は、1984年に光文社より文庫で刊行された栗本慎一郎の著作。同名の著書が柄谷行人にもある（講談社学術文庫に収録されている、柄谷の文芸時評である）。

## 概要
経済人類学者でありながら文学にも造詣が深く、自ら小説（『反少女』『敵意』など）を書いたこともある栗本が書いた文芸評論集。純文学だけでなく、SF、ミステリーなども評価対象にした。本著でも自作のSF短編「蕩変木（とうへんぼく）三号」が、『俺がキルゴア・トラウトよ』という副題で収められている。
第一章で、本質的な文学論が書かれる。自己へのこだわりから根源へ迫る文学を評価し、坂口安吾、橋本治、本書で取り上げられた半村良、ディック、ヴォネガットなどがその実践者として挙げられる。

## エピソード
小谷野敦が文学論争についての本で取り上げた、『虚航船団』を巡る筒井康隆と栗本の論争は、本著に収められた評論に端を発している。
ディック論とヴォネガット論は、北宋社から刊行された、それぞれの研究読本である『あぶくの城』『吾が魂のイロニー』からの転載。

## 評価対象
- ジョルジュ・バタイユ
- 大江健三郎：『雨の木を聴く女たち』
- 筒井康隆：『虚航船団』、『乗り越し駅の刑罰』
- 半村良
- フィリップ・K・ディック
- カート・ヴォネガット
- レイモンド・チャンドラー

## 書籍
- 『反文学論』光文社、1984年9月。ISBN 4-334-70024-1